# Пердёжный юмор

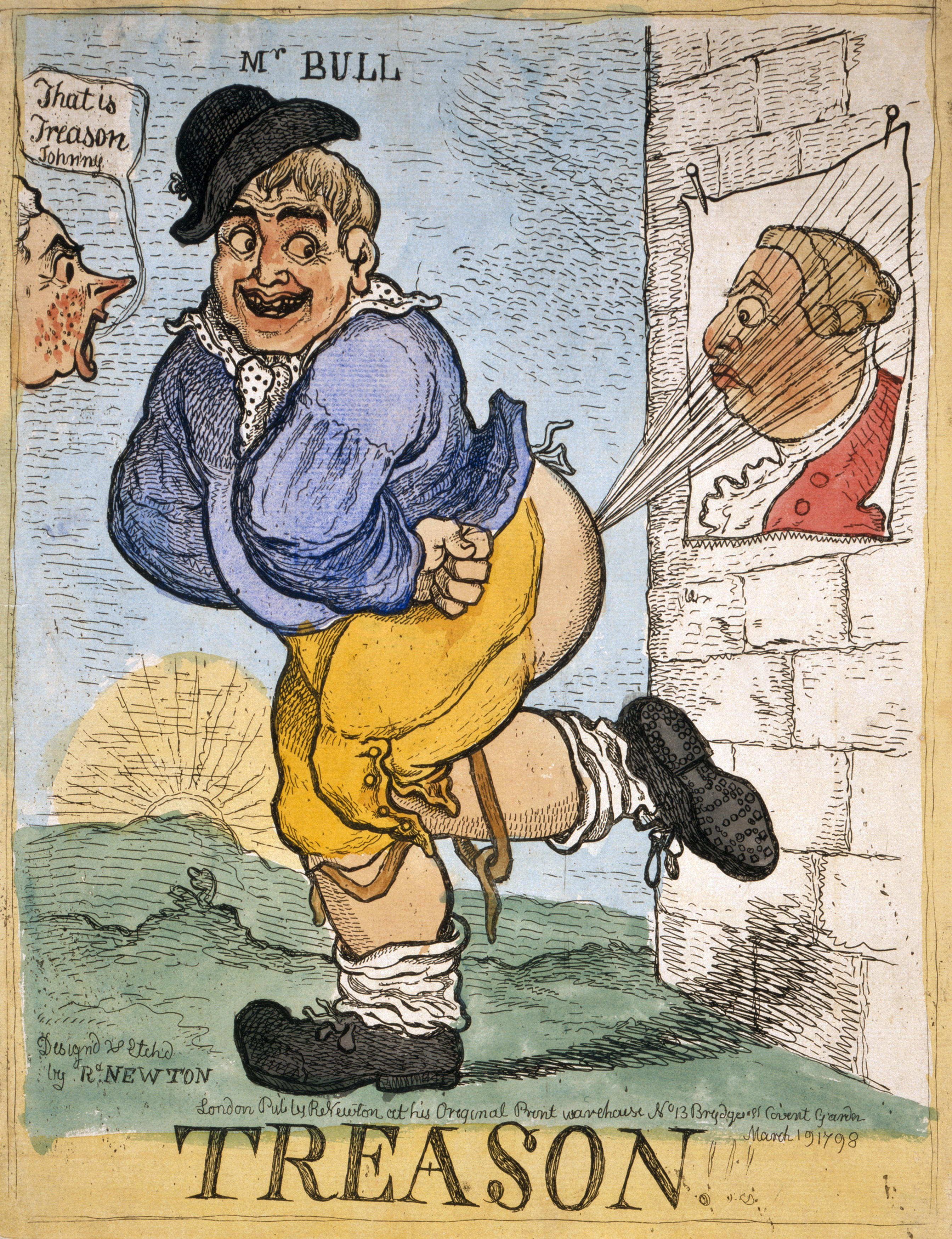
«Измена». Сатирический рисунок Ричарда Ньютона, 1798: Джон Булль выражает своё отношение к портрету короля Георга III, а премьер-министр Питт сообщает ему, что это государственная измена.

Пердёжный юмор (англ. Flatulence humor) относится к любому типу шуток, приспособлений для розыгрыша и другого грубого юмора, связанного с флатуленцией. Иногда считается разновидностью туалетного юмора. 

## История
Несмотря на то, что пердёжный юмор может считаться смешным во многих культурах, публичное испускание газов считается неприличным и поэтому подобного рода шутки встречаются редко. 
Вероятно, первым известным примером «пердёжного юмора» является следующий анекдот, приведённый Полом Макдональдом:

С незапамятных времён не случалось, чтобы молодая жена не портила воздух, будучи в объятиях мужа.
— Шумерская глиняная фреска, 1900—1600 гг. до нашей эры
Два наиболее важных текста датируются 5 веком до н. э., которыми являлись пьесы Всадники и Облака, написанные Аристофаном, в которых содержится большое количество «пердёжных» шуток. Ещё одним примером тех времён является шутка в приписываемой Сенеке сатире «Отыквление божественного Клавдия»:

«Вот последние слова его, какие слышали люди и которые он произнёс, издав громкий звук той частью, какой ему легче было говорить: „Ай, я, кажется, себя обгадил!“»

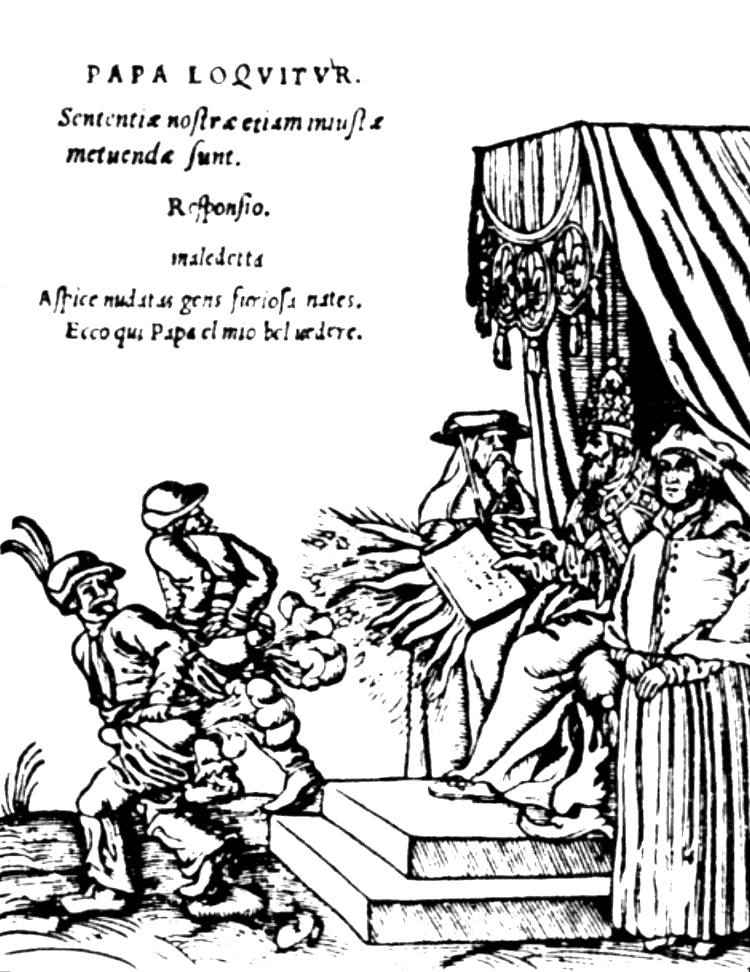
Немецкие крестьяне приветствуют огонь с серой в папской булле Павла III в Описании папства Мартина Лютера, 1545.

Археолог Уорвик Болл утверждал, что римский император Гелиогабал на придворных вечеринках подшучивал над своими гостями при помощи приспособлений, похожих на современные подушки-пердушки.
В классическом арабском сочинении «Тысяча и одна ночь» содержится рассказ «Исторический пердёж», повествующий о человеке, который испустил газы в момент собственной свадьбы и от стыда бежал из своей страны, а вернувшись тайно спустя 10 лет, услышал на улице, как мать говорит дочери: «Ты родилась в тот самый день, когда Абу Хасан пёрднул».
Одним из наиболее известных случаев пердёжного юмора в ранней английской литературе встречается в «Рассказе мельника» из «Кентерберийских рассказов» Джеффри Чосера (XIV век).
Российский лингвист А. К. Жолковский усматривает черты юмора данного типа в отдельных произведениях Козьмы Пруткова.
К произведениям пердёжного юмора относится пьеса «Иван Пиписькин» героико-эпическая пьеса в трёх половых актах» авторства А. Ю. Плуцера-Сарно, в которой в Смутное время главный герой, пукнув в печную трубу, побеждает польских интервентов, разрушив газами их штаб.

## Розыгрыши
Голландская духовка — это сленговое понятие, означающее действие, совершаемое одним человеком в отношении соседа по кровати, когда последнему на лицо натягивается одеяло и посредством метеоризма создаётся неприятная обстановка в замкнутом пространстве. Это делается в качестве шалости по отношению к спящему человеку.
В книге американского юмориста Maddox «Алфавит мужественности» обсуждается голландская печь, называемая «Голландская печь с сюрпризом», которая «получается, если вы приложите небольшие усилия». В Иллюстрированном словаре секса данное явление именуется «поведение по-голландски».

## Галерея средневековых произведений искусства, посвященных метеоризму
Эти изображения взяты из средневековых рукописей XIII и XIV веков.

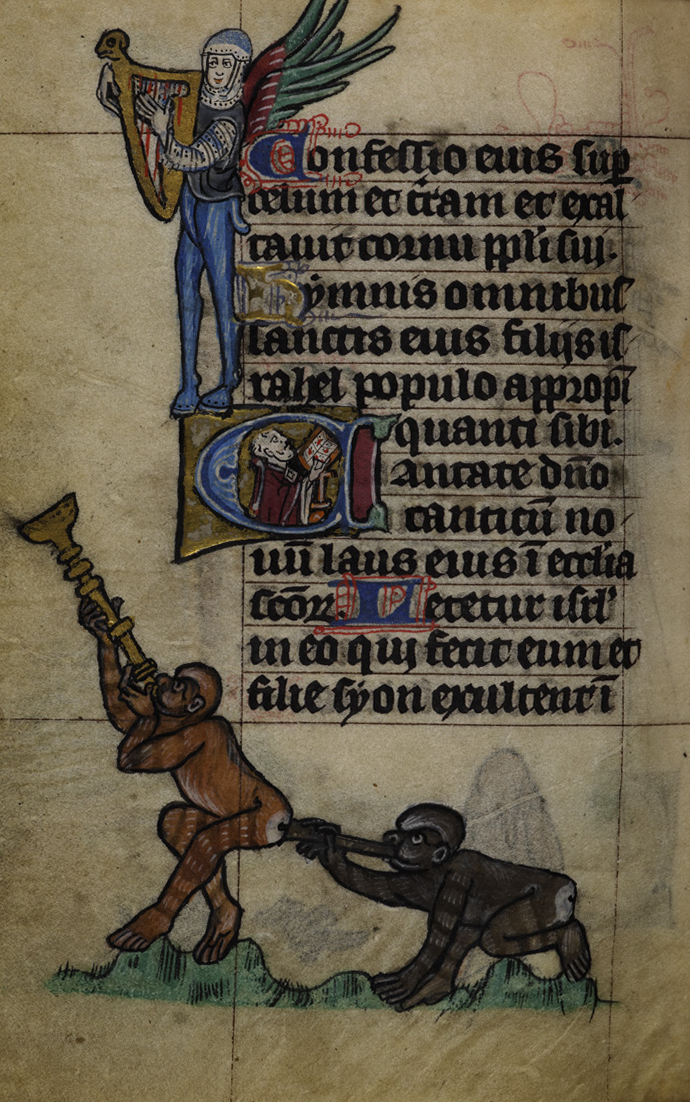
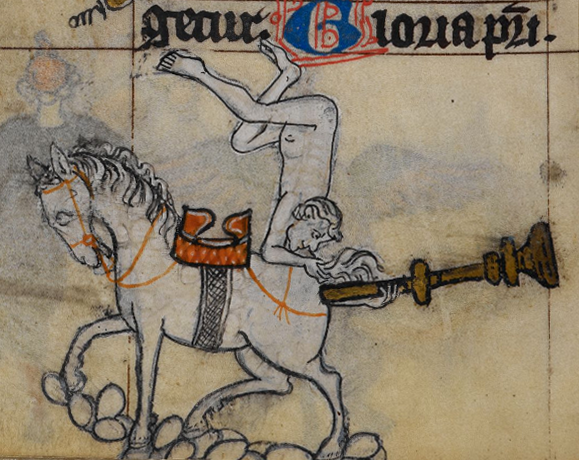
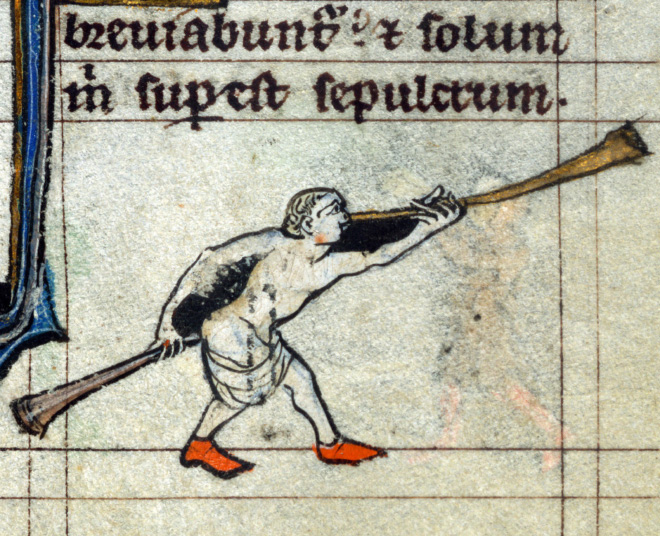
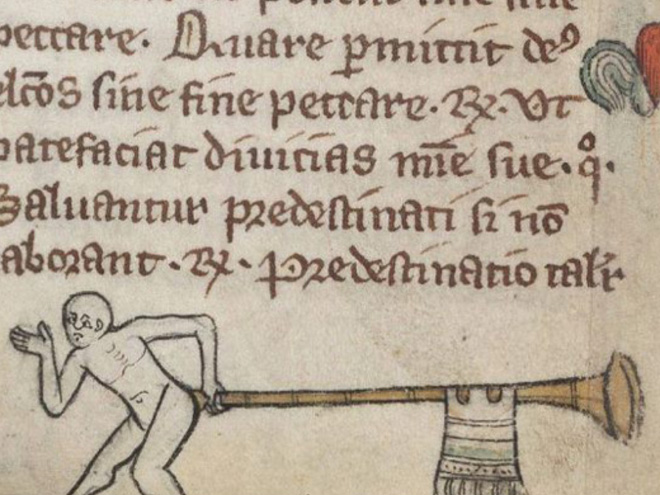
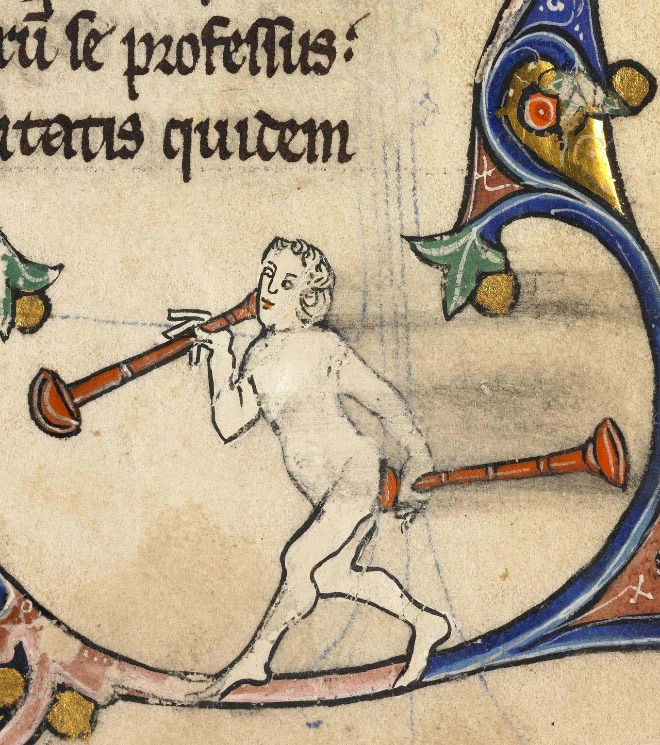
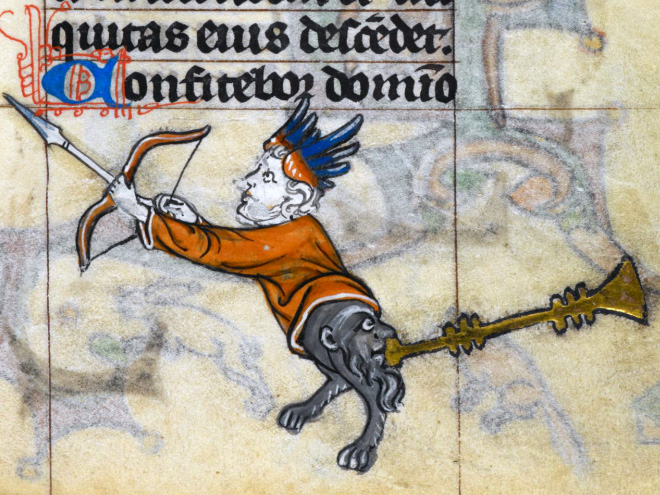
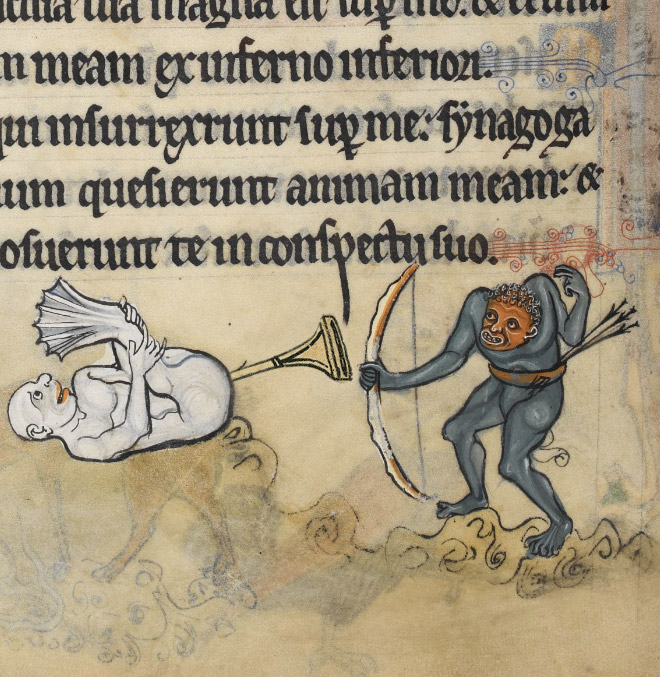